# Colt Woodsman

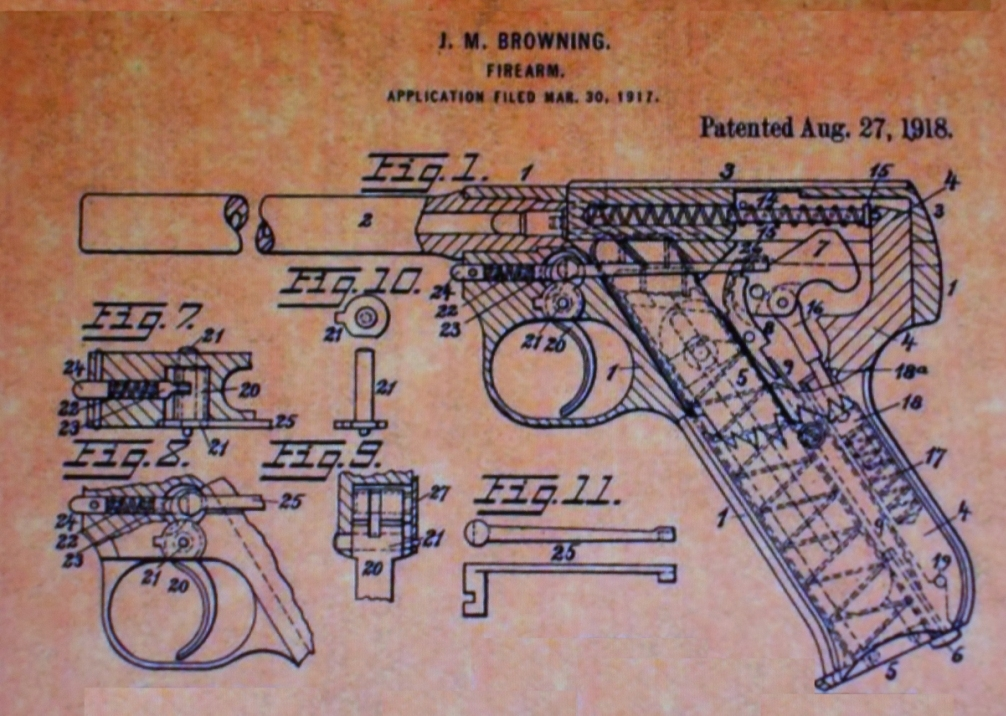
Патент Браунінга 1918 цільового пістолета .22 Colt Woodsman

Colt Woodsman самозарядний спортивний пістолет виробництва компанії.Colt's Manufacturing Company, який випускали з 1915 по 1977 роки. Його розробив Джон Браунінг. Конструкція рами змінювалася протягом часу виробництва, в трьох різних серіях: перша серія 1915–1941, друга серія 1947–1955 та третя серія 1955–1977.

## Конструкція
Colt Woodsman став розробкою Джона Мозеса Браунінга і був допрацьований зброярами та конструкторами компанії Кольт до представлення в 1915 році.
Браунінг розробив пістолет Woodsman з коротким затвором, без запобіжників на руків'ї та курку. Вони були присутні на пістолетах Model 1903 та 1911, але цивільний пістолет не потребував їх.

## Варіанти і версії
Є три серії Colt Woodsman і кожна серія мала три моделі: Target, Sport та Match Target.

### Перша серія 1915–1941
Target Model була базовою моделлю та мала ствол довжиною 6 дюймів з регульованими мушкою та ціликом. Лише в 1927 році з'явилася назва "Woodsman".
Sport Model була розроблена в якості польової зброї для піших походів та кемпінгу в 1933 році та мала ствол 4,5 дюйми. Оригінальні версії мали фіксовану мушку в перших серіях, але пізніше мушка стала регульованою.
Match Target Model була представлена в 1938 році і мала важкий ствол та щічками які охоплювали руків'я, які мали назву "elephant ear" ("вухо слона"). Штампований значок "Bullseye" було нанесено на затвор, що призвело до появи назви "Bullseye Match Target".
В 1941 році, коли США вступили в Другу світову війну, Кольт припинив виробництво цивільних пістолетів Woodsman, але поставили 4000 пістолетів Match Target уряду США до 1945 року. Ці пістолети мали великі пластикові щічки, з маркуванням "Property US Government", після війни вони з'явилися на ринку.

### Друга серія 1948–1955
Компанія Кольт відновила виробництво пістолетів Woodsman в 1948 році. Ці три Моделі залишилися такими самими, але їх збирали на довшій важчій рамі та додали магазинний запобіжник, автоматичну затворну затримку та фіксатор магазина в задній частині спускової скоби. Кольт також представив менш коштовну модель Challenger, яка мала фіксовані приціли та фіксатор магазина в нижній частині руків'я.
Для корпусу морської піхоти США (100 Match Target Model та 2500 Sport Model); ВПС США (925 Target Model) та 75 Match Target Model дляберегової охорони США було випущено спеціальні версії. Моделі для ВПС не мали спеціальних відміток і більшість було продано, як надлишкові через управління Програми цивільної стрільби. Основна частина версій для морської піхоти та берегової охорони було знищено та продано на металобрухт.

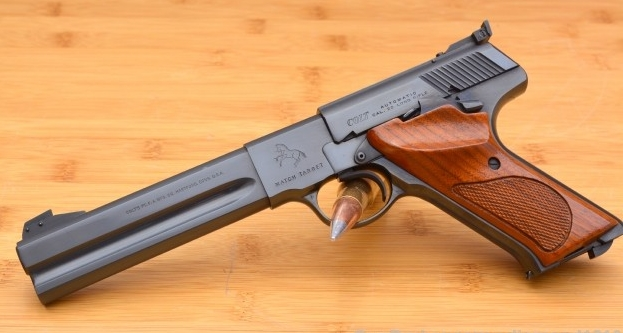
Цільовий Colt Woodsman

### Третя серія 1955–1977
Кольт змінив конструкцію пістолета Woodsman в 1955 році. Три Моделі залишилися незмінними, але маркування, руків'я та приціли зазнали незначних змін. Найбільш значущим стало переміщення фіксатора магазина з задньої частини спускової скоби на п'яту руків'я, як у перших серіях. До того ж Кольт представив нові моделі, такі як менш вартісна модель Huntsman оснащена фіксованими прицілами. З 1960 року можна було вибрати горіхові щічки руків'я з вирізом під великий палець, замість стандартних чорних пластикових.